# Etruskisk mytologi

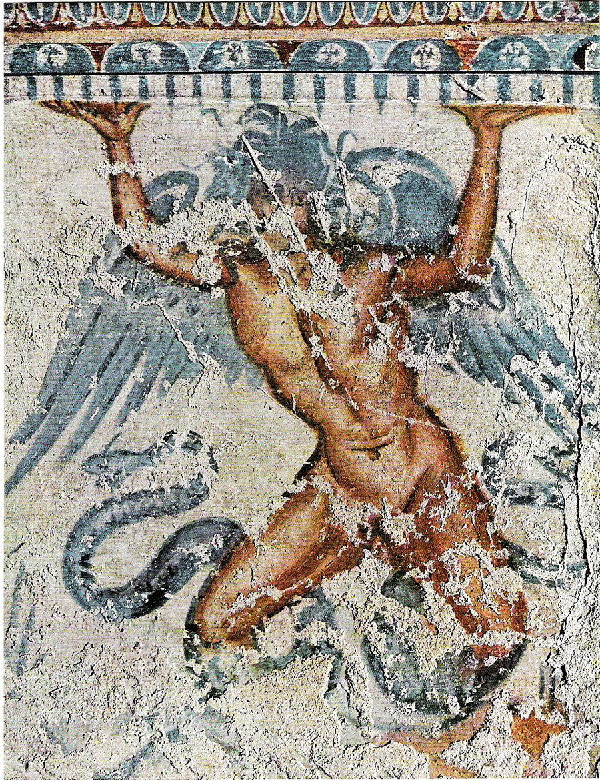
Typhon.

Etruskerna var ett folk från norra Italien och som integrerades i Romerska riket. Flera av gudarna är samma eller likartade med den romerska mytologin.
De tre huvudgudarna var Tinia, Uni och Menrva.

## Gudar och Gudinnor
| - Achle - Aita - Underjordens gud och härskare över döden. - Aivas - Alpan - Gudinna över kärleken och underjorden - Ani (gud) - Himmelens gud - Aplu - Gud över åskan och blixten - Artume - Gud över natten, månen, döden, naturen, skogen, fertiliteten - Atunis - Cautha - Gudinna över solen, början, skymning - Charontes - En slags demon - Charun - Culsans - Gud över dörrar och dörröppningar - Culsu - En kvinnlig demon - Easun - Evan (gud) - odödlighetens gud - Februus - Gud över död och rening som gett namn till februari - Feronia - - Fufluns - Gud över lycka, hälsa och tillväxt - Hercle - - Horta - Gudinna över jordbruket - Laran - Krigsgud - Lasa - Gud över gravar - Losna - Mångudinna och över tidvatten och oceanen - Mania - Gudinna över döden - Mantus - Gud över underjorden - Menrva - Gudinna över visdom, krig, konst, skolor, handel - Nethuns - Gud över källor | - Nortia - Gud över ödet och chanser - Persipnei - Gudinna över underjorden - Satres - Gud över tid och nödvändighet - Selvans - Semia - Jordgudinna - Sethlans - Eldens gud - Tages - Gud över visdomen - Taitle - Tarchon - Hjälte som grundade den Etruskiska tolvstadsfederationen - Tecum - Gud över lucomenes eller den härskande klassen - Thala - Gudinna över barnafödsel - Thesan - Gryningens, spådomens och barnsbördens gudinna. - Tinia - Huvudgud - Tiv - Tluscva - Tuchulcha - Kvinnlig demon - Turan (gudinna) - Gudinna över kärleken och vitaliteten - Turms - Gud över handel - Tyrrhenus - Hjälte och bror till Tarchon - Uni - Övergudinna - Vanth - Veive - Hämndens gudinna - Veltha - Övergud - Vetis - Vicare - Voltumna |

## Hjälte
- Tagete